# Lac La Ronge Provincial Park
Lac La Ronge Provincial Park är en park i Kanada.   Den ligger i provinsen Saskatchewan, i den centrala delen av landet, 2 300 km väster om huvudstaden Ottawa. Lac La Ronge Provincial Park ligger 360 meter över havet.
Terrängen runt Lac La Ronge Provincial Park är platt. Trakten runt Lac La Ronge Provincial Park är nära nog obefolkad, med mindre än två invånare per kvadratkilometer.. Det finns inga samhällen i närheten. 